# Тайдіут (Пенсільванія)
Тайдіут (англ. Tidioute) — місто (англ. borough) в США, в окрузі Воррен штату Пенсільванія. Населення — 626 осіб (2020).

## Географія
Тайдіут розташований за координатами 41°41′10″ пн. ш. 79°23′31″ зх. д. / 41.68611° пн. ш. 79.39194° зх. д. (41.686096, -79.392025).  За даними Бюро перепису населення США в 2010 році місто мало площу 3,12 км², з яких 2,78 км² — суходіл та 0,34 км² — водойми.

## Демографія
Згідно з переписом 2010 року, у селищі мешкало 688 осіб у 314 домогосподарствах у складі 189 родин. Густота населення становила 220 осіб/км².  Було 376 помешкань (120/км²).
Расовий склад населення:
| - 99,3 % — білих - 0,1 % — корінних американців |

До двох чи більше рас належало 0,6 %. Частка іспаномовних становила 0,9 % від усіх жителів.
За віковим діапазоном населення розподілялося таким чином: 20,8 % — особи молодші 18 років, 55,9 % — особи у віці 18—64 років, 23,3 % — особи у віці 65 років та старші. Медіана віку мешканця становила 47,1 року. На 100 осіб жіночої статі у селищі припадало 91,1 чоловіків;  на 100 жінок у віці від 18 років та старших — 86,0 чоловіків також старших 18 років.
Середній дохід на одне домашнє господарство  становив 42 647 доларів США (медіана — 30 000), а середній дохід на одну сім'ю — 53 740 доларів (медіана — 46 250). Медіана доходів становила 40 865 доларів для чоловіків та 22 000 доларів для жінок. За межею бідності перебувало 13,4 % осіб, у тому числі 11,7 % дітей у віці до 18 років та 17,4 % осіб у віці 65 років та старших.
Цивільне працевлаштоване населення становило 312 осіб. Основні галузі зайнятості: освіта, охорона здоров'я та соціальна допомога — 34,9 %, роздрібна торгівля — 18,3 %, виробництво — 16,7 %.